# Abel Fernández
Abel Fernández (Los Angeles, 14 juli 1930 – Whittier, 3 mei 2016) was een Amerikaans acteur.

## Levensloop en carrière
Fernández maakte zijn filmdebuut in 1953 in Second Chance met Robert Mitchum. Zijn grootste rol speelde hij in The Untouchables als 'Agent William Youngfellow' met onder meer Robert Stack, Bruce Gordon en Neville Brand. Hij speelde in 82 afleveringen.
Hij was ook te zien in de film "Quicksilver" in 1986.
Fernández overleed in 2016 op 85-jarige leeftijd en werd begraven in Riverside.

## Filmografie (selectie)
- 1953 · Second Chance
- 1956 · The Harder They Fall
- 1956 · The Last Wagon
- 1957 · Decision at Sundown
- 1968 · Madigan